# Laurent Wolf
Laurent Wolf (nume la naștere Laurent Debuire; n. 16 noiembrie 1971, Toulouse, Franța) este un DJ și producător francez de muzică electro-house.
În 2008 Laurent Wolf a câștigat premiul ”World Music Awards” la categoria DJ. Single-ul său "No Stress", înregistrat în colaborare cu vocalistul Éric Carter, a fost #1 în clasamentul muzical francez ”French SNEP Singles Chart”. Pe 28 octombrie 2009, revista DJ Magazine a anunțat rezultatele clasamentului anual ”Top 100 DJ Poll”, Laurent Wolf clasându-se pe poziția #66.

## Discografie

### Albume
| 2003 : Prive Finally (original mix) Only one (original mix) Learn 2 love (original mix) Young hearts (original mix) Groove in on the 1 (club mix) Feel so good (original extended mix) Party (Junior Jack remix) Bel amour (original mix) 4 play (original mix) Here we go (Robbie Rivera mix) South beach theme (R grey vocal mix) Shaker (original mix) Planar (original mix) |

| 2004 : Sunshine Paradise Discul 1 Saxo Sunshine Paradise Calinda About That Sunshine Is Burning Gallion Together Iyo On The Music Egyptian Discul 2 Feel My Drums Bomba Work Flama Afro-Dynamic Bbc News Sunshine Paradise (Remix) Twister Pump It Up Percucion |

| 2004 : Positiv energy Rock Machine Phunky Star Love Dancing Morning Light Diso Revenge 2004 Saxo Calinda Baccara Brazilian Affair Lyo Sunshine Paradise About That Work Opera House |

| 2005 : Afrodynamic La Coca Bomba Afro Dynamic Saxo Revenge Lyo Feel My Drums Do Brazil Saxo Chicago Saxo Revenge Afro Master Tracks |

| 2006 : Hollyworld Another Brick It's Too Late Hollyworld I Don't Know Yume Quiet Time Come On High Up My Heart War The Crow Jungle |

| 2008 : No Stress No Stress Wash My World Columbia Saxo Another Brick |

| 2008 : Wash My World No Stress ( Radio Edit ) Wash My World Seventies My Song Explosion I Pray Columbia (Single Version) Spootnik Why No Stress (Zen @ Acoustic) |

| 2010 : Harmony Survive (Feat Andrew Roachford) Love Again (Feat Andrew Roachford) Suzy (Feat Mod Martin) I Can Fly (Feat Laial Darwich) Got *** (Feat Timati) Love We Got (Feat Jonathan Mendelsohn) We Are Here (Feat Laurent Pepper, Romain Curtis, Lionel Altevoght & Rudi Schwamborn) Walk The Line (Remix) Electric Car (Feat Alyssa Palmer) One Time We Lived (Remix) Believe in Human (Feat Audrey Valorzi) World is Wonderful (Feat Anne-Lyse Péraud) It's Not The End Of The World (Feat Severn Suzuky) Earth (Feat Mod Martin) |

### Single-uri
- 1997 - House Train
- 2002 - Saxo
- 2003 - Feel My Drums
- 2004 - Calinda
- 2004 - Saxo Revenge (feat. Fred Pellichero)
- 2006 - Another Brick (reprise de Brick, du groupe Fake) (#28)
- 2006 - It's Too Late (feat. Mod Martin)
- 2007 - Come On
- 2008 - No Stress (feat. Eric Carter) (#1)
- 2008 - Wash My World (#5)
- 2008 - Seventies (feat. Mod Martin) (#13)
- 2009 - Explosion
- 2009 - Walk The Line (reprise de Johnny Cash) (#8)
- 2010 - Survive (feat. Andrew Roachford) (#9)
- 2010 - Suzy (feat. Mod Martin) (#7)
- 2011 - Love we Got (feat. Jonathan Mendelsohn)
- 2012 - Love Again (feat. Andrew Roachford)

### Remixuri
- Dalida - Femme Est La Nuit (1998)
- Virgile - Le Nouveau Messie (1999)
- Beyoncé - If i Were a Boy (2009)
- Moby - One Time We Lived (2010)
- Michel Sardou - Etre une femme 2010 (2010)
- Chris Willis - Louder (Put Your Hands Up) (2011)
- Remady feat Manu-L - Save Your Heart (2011)
- Survivor - Eye Of The Tiger (date inconnue)